# Jersey Villagee, Teksas
Jersey Village je grad u američkoj saveznoj državi Teksas. Prema popisu stanovništva iz 2010. u njemu je živjelo 7.620 stanovnika.